# Nikopol: Secrets of the Immortals
Nikopol: Secrets of the Immortals, в русской локализации известна как «Никопол. Бессмертные» — приключенческая компьютерная игра, разработанная компанией White Birds Productions. Сюжетная линия основана на графической новелле Энки Билала «The Nikopol Trilogy».
Игра выполнена в жанре квест. Действие игры происходит в 2023 году. В это время над Парижем устанавливается диктатура, однако главный герой Альсид Никопол решил противостоять режиму и свергнуть его.
Всю русскую версию игры озвучили 3 актера: Валерий Сторожик, Влад Копп, Вадим Максимов.

## Отзывы
| Сводный рейтинг | Сводный рейтинг |
| Агрегатор       | Оценка          |
| --------------- | --------------- |
| GameRankings    | 70,08 %         |

Изданная в 2008 году, Nikopol: Secrets of the Immortals была в основном положительно оценена журналистами за интересный сюжет, головоломки, звук и графику, однако ряд изданий считают эти аспекты недостатками игры. Средняя оценка проекта, составленная сайтом Metacritic, составляет 68 баллов из 100 возможных